# Ginger Baker's Air Force (album)
Ginger Baker’s Air Force je eponymní debutové koncertní album anglické hudební skupiny Ginger Baker’s Air Force, vydané v roce 1970. Album bylo nahrané v Royal Albert Hall 15. ledna 1970.

## Seznam skladeb
| Ginger Baker’s Air Force | Ginger Baker’s Air Force | Ginger Baker’s Air Force    | Ginger Baker’s Air Force |
| Pořadí                   | Název                    | Autor                       | Délka                    |
| ------------------------ | ------------------------ | --------------------------- | ------------------------ |
| 1.                       | Da da Man                | Harold McNair               | 7:16                     |
| 2.                       | Early in the Morning     | Ginger Baker                | 11:13                    |
| 3.                       | Don’t Care               | Ginger Baker, Steve Winwood | 12:32                    |
| 4.                       | Toad                     | Ginger Baker                | 12:59                    |
| 5.                       | Aiko Biaye               | Remi Kabaka, Teddy Osei     | 13:00                    |
| 6.                       | Man of Constant Sorrow   | Denny Laine                 | 3:50                     |
| 7.                       | Do What You Like         | Ginger Baker                | 11:47                    |
| 8.                       | Doin’ It                 | Ginger Baker                | 5:26                     |

## Sestaca
- Ginger Baker – bicí, perkuse, zpěv
- Denny Laine – kytara, zpěv
- Ric Grech – baskytara, housle
- Steve Winwood – Hammondovy varhany, baskytara, zpěv
- Graham Bond – Hammondovy varhany, alt saxofon, zpěv
- Chris Wood – tenor saxofon, flétna
- Harold McNair – tenor saxofon, alt saxofon, alt flétna
- Bud Beadle – soprán saxofon, bariton saxofon, alt saxofon, tenor saxofon
- Jeanette Jacobs – zpěv
- Remi Kabaka – bicí, perkuse
- Phil Seamen – bicí, perkuse